# Cascade de la Pisserotte (Chartreuse)
Pour les articles homonymes, voir Cascade de la Pisserotte.

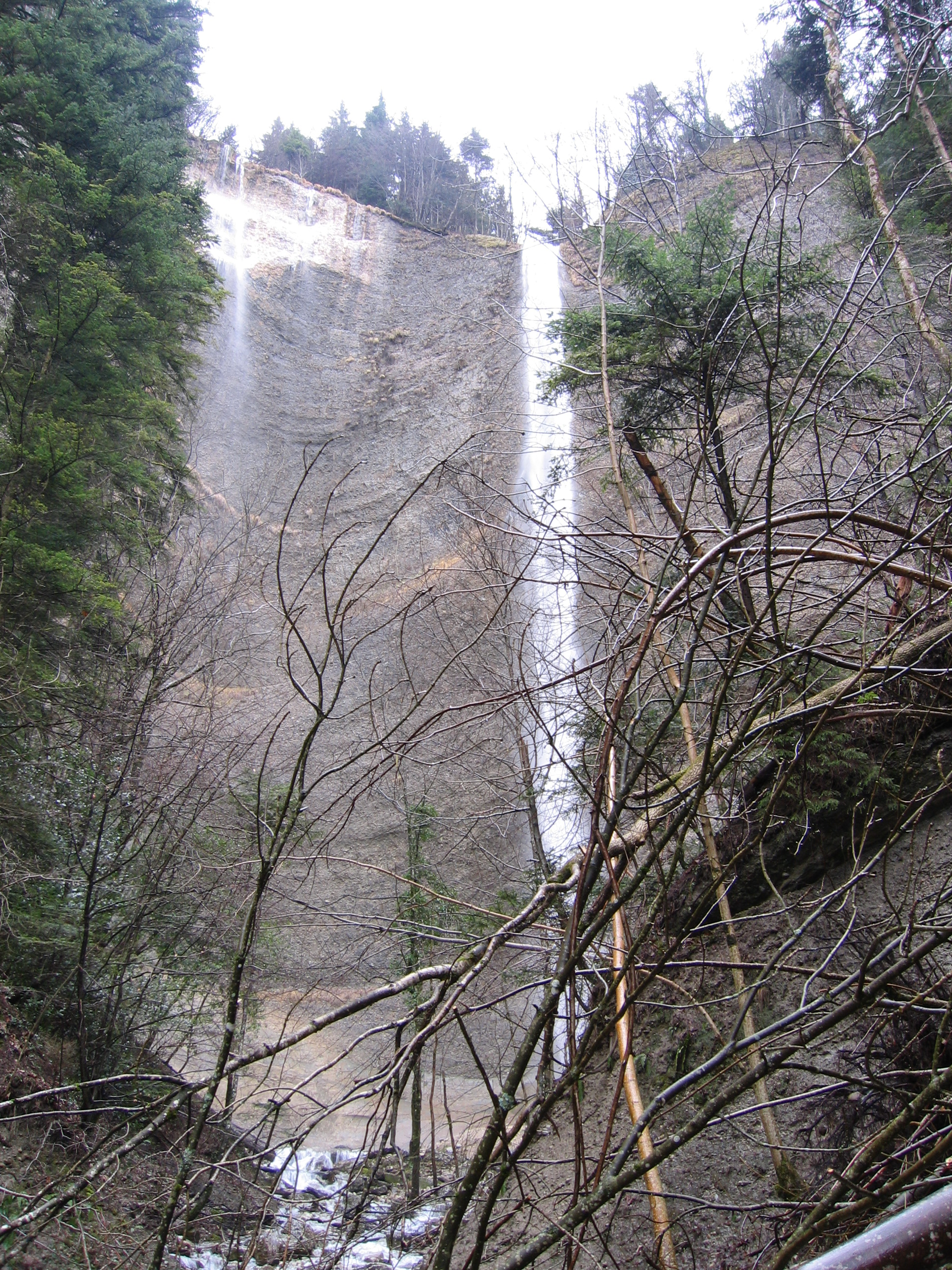
Cascade de la Pisserotte

La cascade de la Pisserotte se situe à environ 35 km de Grenoble à une altitude de départ de 580 m pour une altitude d'arrivée de 500 m. soit un dénivelé de 80 m.

## Situation
Pour y parvenir, il suffit de suivre la direction de Voreppe puis celle du col de la Placette. Au village Les Grollets une route part à droite jusqu'à un parking. L'accès à la cascade nécessite 15 minutes de marche. Le chemin traverse souvent le lit de la rivière, la cascade est impressionnante en mars-avril pour son débit d'eau et son bruit.